# Чорбаджийски, Божидар
Божидар Бранков Чорбаджийски (болг. Божидар Бранков Чорбаджийски; род. 8 августа 1995 или 10 ноября 1995, София) — болгарский футболист, защитник клуба «Видзев». Выступал за сборную Болгарии.

## Биография

### Клубная карьера
Является воспитанником софийского ЦСКА, в академии которого занимался с 9 лет. За основной состав «армейцев» дебютировал в чемпионате Болгарии 25 мая 2013 года в матче с софийским «Локомотив», в котором вышел на замену после перерыва. Однако в течение следующих двух сезонов игрок не провёл в чемпионате ни одной игры. После сезона 2014/15 ЦСКА был лишён профессионального статуса и отправлен в третий дивизион. При этом Чорбаджийски не покинул команду и в следующем сезоне помог ей добиться уверенной победы в лиге, а также выиграть Кубок Болгарии. По итогам сезона 2015/16 ЦСКА должен был перейти во второй дивизион, однако клубу позволили перейти сразу в высший. После возвращения ЦСКА в высшую лигу Чорбаджийски продолжает быть основным игроком.

### Карьера в сборной
Дебютировал за сборную Болгарии 6 сентября 2016 года, отыграв весь матч против сборной Люксембурга в рамках отборочного раунда чемпионата мира 2018.

## Достижения
ЦСКА София
- Победитель третьего дивизиона: 2015/2016
- Обладатель Кубка Болгарии: 2015/2016